# Megachile heinrichi
Megachile heinrichi is een vliesvleugelig insect uit de familie Megachilidae. De wetenschappelijke naam van de soort is voor het eerst geldig gepubliceerd in 1979 door Tkalcu.